# Mentha crispata
Menta creață (Mentha crispa) este o plantă erbacee perenă.

## Descriere
Este un soi de mentă care are frunze foarte încrețite și cu margine dințată ce sunt lipsite de pețiol. Florile sunt mici, roze - liliachii și formează verticile la baza frunzelor din zona de vârf a tulpinii și ramurilor. Întreaga plantă are un miros aromatic care este caracteristic mentei. Este o plantă hibridă și se cultivă frecvent prin grădinile țărănești, alături de busuioc. De la izma creață se recoltează înainte de înflorire frunzele (Folium menthae crispae), dar și ramurile tinere.